# Ashfaq Parvez Kayani
Ashfaq Parvez Kayani, pakistanski general, * april 1952.
Kayani je trenutni načelnik Pakistanske kopenske vojske (2007-).